# 圣母领报圣殿 (热那亚)

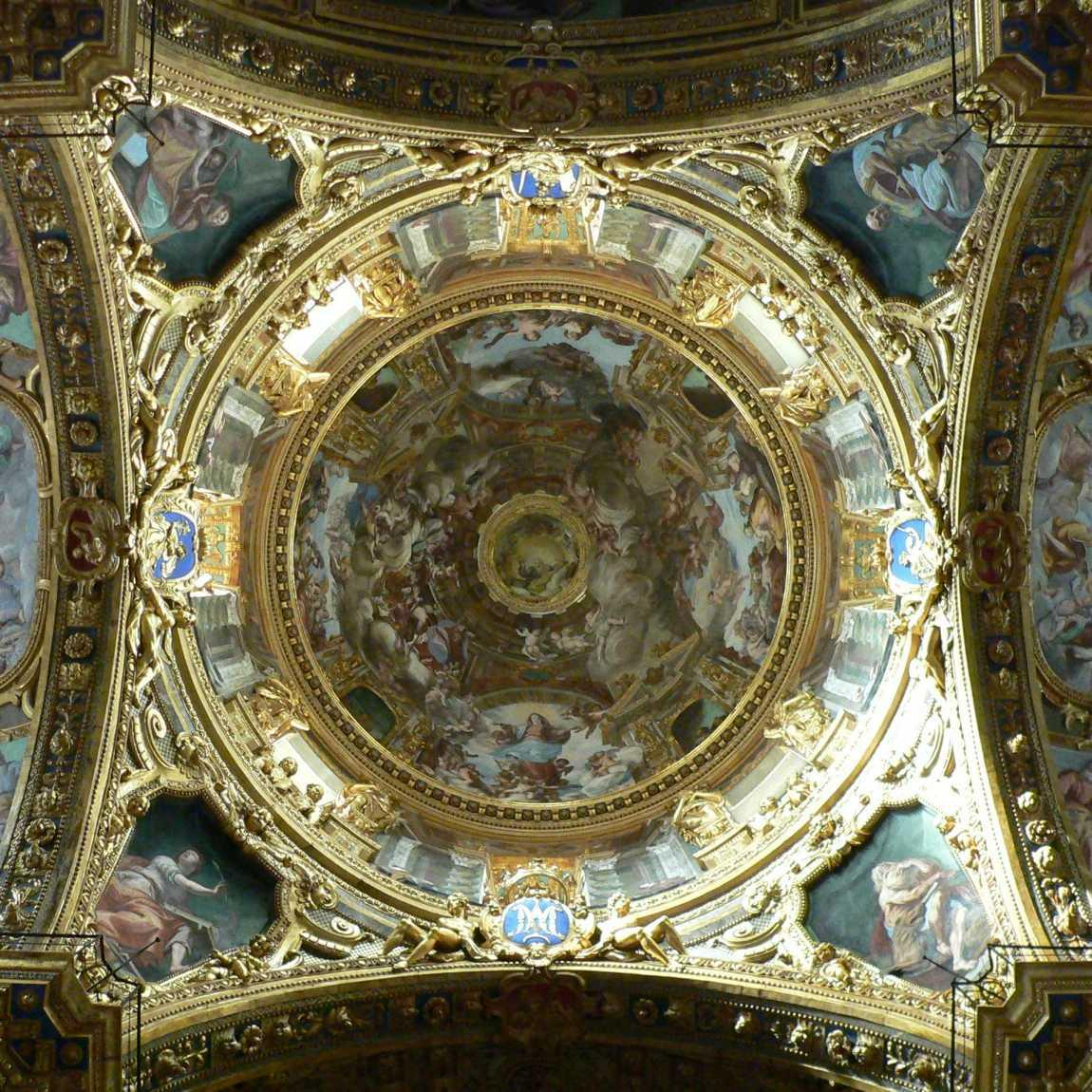
圆顶

圣母领报圣殿（Basilica della Santissima Annunziata del Vastato）是一座罗马天主教宗座圣殿，位于意大利热那亚。它的装饰雇佣了17世纪热那亚主要的巴洛克工作室和艺术家。
命名为 Vastato是因为该区域原是位于城墙以外，一片因防御原因而拆除了房屋的区域（受灾，满目疮痍）。在拉丁文中，“vastinium”指防御堡垒内的安全带。

## 历史
该堂由方济各会建于1520年。1537年工程停顿，1591年 Lomellini 家族继续重建。
在17世纪初，由安德烈安萨尔多负责完成复杂的巴洛克装饰，尤其是圆顶部分。目前的新古典主义立面建于1830-1840年代。该堂在二战期间遭盟军轰炸而受损。